# Haruchika Aoki
Haruchika Aoki (Japans: 青木 治親, Aoki Haruchika; Shibukawa, 28 maart 1976) is een voormalig Japans motorcoureur. Aoki stamt uit een coureursfamilie; zijn broers Nobuatsu en Takuma waren eveneens in het wereldkampioenschap wegrace actief. In 1995 en 1996 werd Aoki wereldkampioen in de 125cc-klasse. In 2000 reed hij in het wereldkampioenschap superbike.